# Schoenocephalium cucullatum
Schoenocephalium cucullatum är en gräsväxtart som beskrevs av Bassett Maguire. Schoenocephalium cucullatum ingår i släktet Schoenocephalium och familjen Rapateaceae. Inga underarter finns listade i Catalogue of Life.